# Auguste Puttemans
Auguste Puttemans, né à Bruxelles en 1866 et mort à Ixelles en 1922, est un sculpteur belge. Il est surtout connu pour la statue d'Isis déesse de la Vie offerte en 1922 par un comité belge au président américain Herbert Hoover, qui se trouve devant la maison natale de celui-ci à West Branch (Iowa), et pour la statue élevée à Francisco Ferrer y Guardia, dont l'un des exemplaires se trouve à Bruxelles et l'autre à Barcelone.

## Biographie
Auguste Puttemans a étudié à l’Académie des beaux-arts de Bruxelles (1877-1878 et 1886-1891) et a été l'élève de Charles Van der Stappen.
Il est connu pour avoir été franc-maçon, ce qui n'est pas étranger à la réalisation du monument à Francisco Ferrer.

## Œuvres

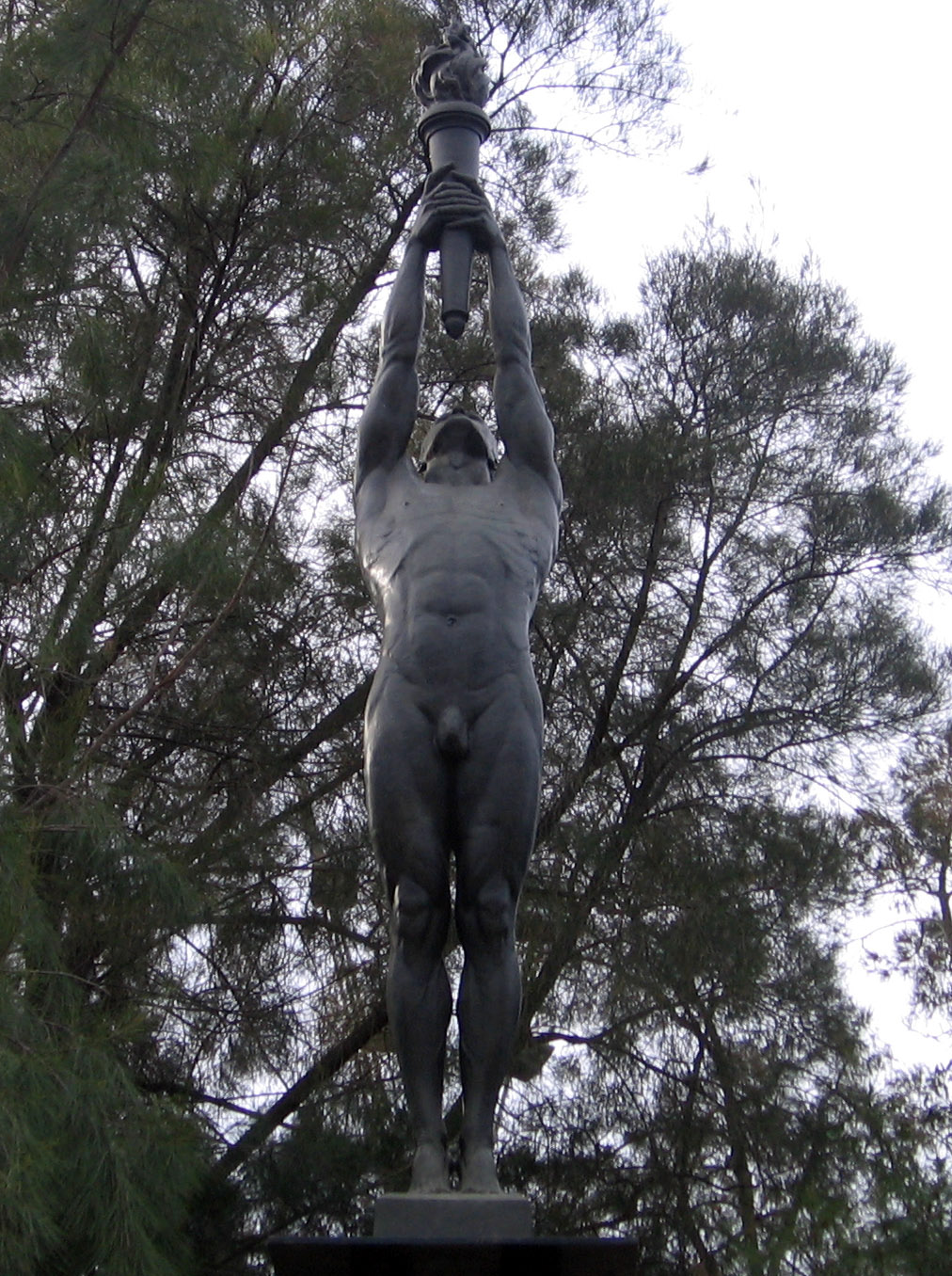
Monument à Francisco Ferrer à Barcelone

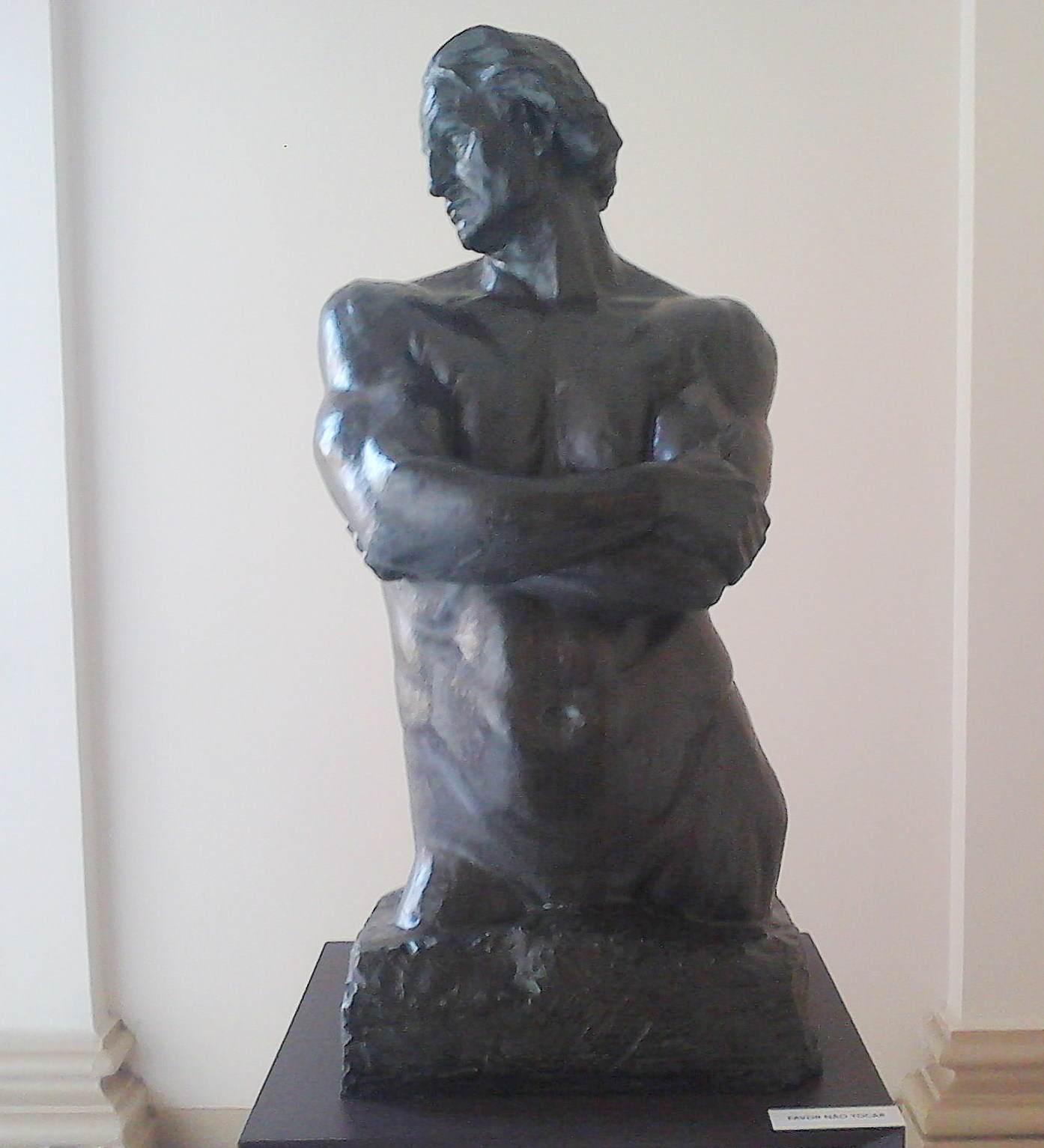
Impassibilidade, São Paulo.

- Statue d'Isis déesse de la Vie, placée depuis 1939 devant la maison d'Herbert Hoover à West Branch (Iowa).
- Statue en bronze en l'honneur de Francisco Ferrer y Guardia. Cette statue en bronze qui représente un homme nu portant une torche à bout de bras existe en deux exemplaires dans l'espace public : à Bruxelles, en face du rectorat de l'Université libre de Bruxelles[4] ; à Barcelone, près du Palais national de Montjuïc.
- Buste, exposé en 1919[5] à Londres, The Spring Exhibition of the International Society of Sculptors, Painters and Gravers (Twenty-fifth London Exhibition).
- Buste de René Lyr[6] à Couvin (province de Namur).
- Deux candélabres en bronze en forme de statues de part et d'autre de l'escalier d'accès à la maison communale de Saint-Gilles (Bruxelles)[7].
- Masque d'enfant, tête d'enfant en bronze sur une base de marbre, Bruxelles, Musées royaux des beaux-arts de Belgique[8] (inv. n° 11336).
- Jeune flamande, buste en bronze, Bruxelles, Musées royaux des beaux-arts de Belgique[8] (inv. n° 4636).
- Impassibilidade, São Paulo (Brésil), Pinacothèque de l'État de São Paulo.